# Gare de l'aéroport de Leipzig/Halle
La gare de l'aéroport de Leipzig/Halle (Bahnhof Flughafen Leipzig/Halle)  est une gare ferroviaire à Schkeuditz en Saxe, située entre les agglomérations de Leipzig à l'est et Halle-sur-Saale à l'ouest. Comme son nom l'indique, elle dessert l'aéroport de Leipzig/Halle.

## Situation ferroviaire
La gare a été construite sur la ligne d'Erfurt à Leipzig/Halle empruntée par le train à grande vitesse ICE 50. Elle est également desservie par les lignes 5 et 5X du S-Bahn d'Allemagne centrale avec une fréquence d'environ un par demi-heure.

## Histoire
Construite au début du XXIe siècle pour 40 millions de Deutsche Mark (environ 20 millions d'euros), elle a été financée par le Land de Saxe et la Deutsche Bahn.
Elle est mise en service le 15 décembre 2002. Depuis le 30 juin 2003, elle est desservie par un ICE. Depuis décembre 2013, elle est desservie par le S-Bahn d'Allemagne centrale

## Service des voyageurs

### Accueil
La gare dispose de deux quais latéraux de 140 m. de long. Elle est accessible aux personnes à mobilité réduite.